# 이마즈촌 (도쿠시마현)
이마즈촌(今津村)은 도쿠시마현 나카군에 있던 촌이다. 현재의 고마쓰시마시의 북부에 해당한다.

## 역사
- 1889년 10월 1일 - 정촌제 시행에 의해 10촌의 구역으로 이마우라촌이 성립하였다.
- 1915년 1월 1일 - 이마즈촌으로 개칭되었다.
- 1956년 9월 30일 - 히라시마과 합병해 나카가와정이 성립, 동일 히라시마촌은 폐지되었다.

## 참고문헌
- 角川日本地名大辞典 36 徳島県